# Kirgizische Socialistische Sovjetrepubliek
De Kirgizische Socialistische Sovjetrepubliek (Kirgizische SSR) (Kirgizisch: Кыргыз Советтик Социалисттик Республикасы; Kyrgyz Sovettik Sotsialisttik Respublikasy, Russisch: Киргизская Советская Социалистическая Республика; Kirgizskaja Sovjetskaja Sotsialistitsjeskaja Respoeblika) was van 1936 tot 1990 een van de vijftien unierepublieken van de Sovjet-Unie en de voorganger van de huidige republiek Kirgizië.

## Geschiedenis
Aan het einde van de jaren negentig van de 19e eeuw ontstonden er in Centraal-Azië belangrijke nationalistische groeperingen die zich zowel tegen de Russische tsaar als tegen de plaatselijke heersers (de khans en emirs) verzetten. In het noordelijke deel van Kirgizië dat indertijd tot de Russische provincie Kazachstan werd gerekend, ontstond de Kirgizisch-Kazachse beweging Alash Orda. Alash Orda streefde niet alleen naar een zelfstandige Centraal-Aziatische staat, maar ook naar democratie en het breken van de macht van de plaatselijke stamhoofden. In het zuidelijke deel van Kirgizië dat tot het Kanaat van Kokand behoorde, ontstond een soortgelijke beweging als Alash Orda.
In 1916 brak er in Centraal-Azië een revolte uit. Belangrijkste reden voor deze revolte was de invoering van de dienstplicht voor de Centraal-Aziaten (in verband met de Eerste Wereldoorlog). Veel Kirgiezen vluchtten toen naar China.
In 1918 werd het Kirgizisch gebied veroverd door het Rode Leger en werd het gebied onderdeel van de Russische Socialistische Federatieve Sovjetrepubliek (RSFSR). In 1924 werd de Kara-Kirgizische Autonome Oblast geformeerd (vanaf 1925: Kirgizische Autonome Oblast) opgericht binnen de RSFSR. Op 1 februari 1926 werd de autonome oblast de Kirgizische ASSR, niet te verwarren met de Kazachse ASSR die van 1920 tot 1925 het gebied van het huidige Kazachstan omdat  de Russische bestuurders van de Sovjet-Unie Kazachen  alle aanverwante volkeren "Kirgiezen" noemden en de eigenlijke Kirgiezen "Kara-Kirgiezen".
Op 5 december 1936 kwam de Kirgizische Socialistische Sovjetrepubliek (Kirgizische SSR) tot stand. De nieuwe staat trad onmiddellijk toe tot de Unie van Socialistische Sovjetrepublieken.
Gedurende de jaren twintig genoten de Kirgizische intellectuelen, zoals schrijvers en nationalisten een grote vrijheid, zo werd bijvoorbeeld in 1924 het Arabisch schrift geïntroduceerd. Na 1929 werd het Kirgizisch nationalisme onderdrukt door Stalin en verdwenen leidinggevende nationalistische communisten in gevangenis en kampen of werden terechtgesteld. In 1941 werd het in 1928 geïntroduceerde Latijnse schrift vervangen door het cyrillische schrift. Na de dood van Stalin was er sprake van enige liberalisering.
Eind jaren tachtig, na de introductie van de glasnost en perestrojka, kregen de Kirgiezen meer ruimte om hun identiteit uit te dragen. In oktober 1990 werd de liberale Askar Akajev tot president van de Kirgizische SSR gekozen. In 1990 hief het parlement de Kirgizische SSR op en verving haar door de republiek Kirgizië.

## Staatsinrichting
Van 1926 tot 1991 was de Kirgizische SSR een eenpartijstaat met als enige legale partij de Communistische Partij van Kirgizië (KPK). De KPK maakte deel uit van de Communistische Partij van de Sovjet-Unie (CPSU). De eerste secretaris van de KPK was de machtigste man binnen de Kirgizische SSR.
Staatshoofd van de Kirgizische SSR was de voorzitter van het Presidium van de Opperste Sovjet, het Kirgizische parlement. Hij werd door de Opperste Sovjet van de Kirgizische SSR gekozen. De verkiezingen voor de Kirgizische SSR waren algemeen en voor iedereen vanaf 18 jaar. Regeringsleider was de voorzitter van de Ministerraad (= premier).